# Villiers-Herbisse
Pour les articles homonymes, voir Villiers.
Villiers-Herbisse est une commune française, située dans le département de l'Aube et la région Grand Est.

## Géographie
| Salon       | Semoine            | Mailly-le-Camp |
|             | Villierrs-Herbisse |                |
| Champfleury | Herbisse           | Trouans        |

Villiers-Herbisse se situe à l'embranchement de la route départementale 10 et la route départementale 198. Au nord, se trouve le village de Semoine et au sud, le village d'Herbisse. L'Herbissonne, cours d'eau à débit faible, long de 14 km, est un affluent de l'Aube qui prend sa source à Villiers-Herbisse.
Ressources et productions locales sont agricoles, avec surtout des cultures industrielles et céréalières.

### Hydrographie
La commune est dans la région hydrographique « la Seine de sa source au confluent de l'Oise (exclu) » au sein du bassin Seine-Normandie. Elle est drainée par l'Herbissonne,.
L'Herbissonne, d'une longueur de 14 km, prend sa source dans la commune  et se jette  dans l'Aube à Champigny-sur-Aube, après avoir traversé quatre communes.

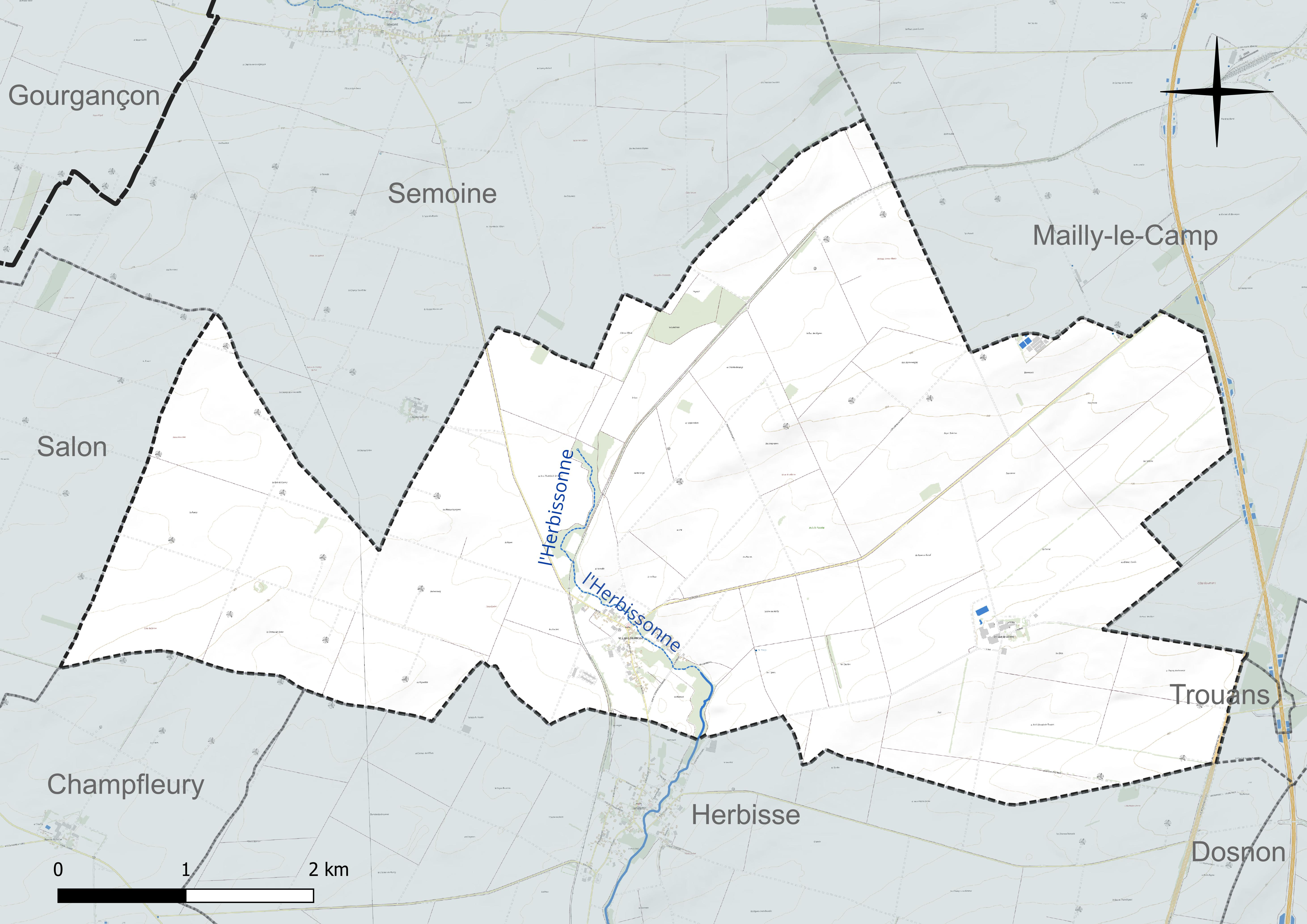
Réseau hydrographique de Villiers-Herbisse.

### Climat
Pour des articles plus généraux, voir Climat du Grand Est et Climat de l'Aube.
En 2010, le climat de la commune est de type climat océanique dégradé des plaines du Centre et du Nord, selon une étude du Centre national de la recherche scientifique s'appuyant sur une série de données couvrant la période 1971-2000. En 2020, Météo-France publie une typologie des climats de la France métropolitaine dans laquelle la commune est exposée à un climat océanique altéré et est dans la région climatique  Nord-est du bassin Parisien, caractérisée par un ensoleillement médiocre, une pluviométrie moyenne régulièrement répartie au cours de l’année et un hiver froid (3 °C).
Pour la période 1971-2000, la température annuelle moyenne est de 10,4 °C, avec une amplitude thermique annuelle de 15,7 °C. Le cumul annuel moyen de précipitations est de 721 mm, avec 11,8 jours de précipitations en janvier et 7,8 jours en juillet. Pour la période 1991-2020, la température moyenne annuelle observée sur la station météorologique de Météo-France la plus proche, « Dosnon », sur la commune de Dosnon à 9 km à vol d'oiseau, est de 11,0 °C et le cumul annuel moyen de précipitations est de 698,3 mm. 
La température maximale relevée sur cette station est de 41,6 °C, atteinte le 25 juillet 2019 ; la température minimale est de −25,8 °C, atteinte le 14 février 1956,,.
Les paramètres climatiques de la commune ont été estimés pour le milieu du siècle (2041-2070) selon différents scénarios d'émission de gaz à effet de serre à partir des nouvelles projections climatiques de référence DRIAS-2020. Ils sont consultables sur un site dédié publié par Météo-France en novembre 2022.

## Urbanisme

### Typologie
Au 1er janvier 2024, Villiers-Herbisse est catégorisée commune rurale à habitat très dispersé, selon la nouvelle grille communale de densité à 7 niveaux définie par l'Insee en 2022.
Elle est située hors unité urbaine et hors attraction des villes,.

### Occupation des sols
L'occupation des sols de la commune, telle qu'elle ressort de la base de données européenne d’occupation biophysique des sols Corine Land Cover (CLC), est marquée par l'importance des territoires agricoles (98,4 % en 2018), une proportion identique à celle de 1990 (98,4 %). La répartition détaillée en 2018 est la suivante : 
terres arables (97,1 %), forêts (1,6 %), zones agricoles hétérogènes (1,3 %). L'évolution de l’occupation des sols de la commune et de ses infrastructures peut être observée sur les différentes représentations cartographiques du territoire : la carte de Cassini (XVIIIe siècle), la carte d'état-major (1820-1866) et les cartes ou photos aériennes de l'IGN pour la période actuelle (1950 à aujourd'hui).

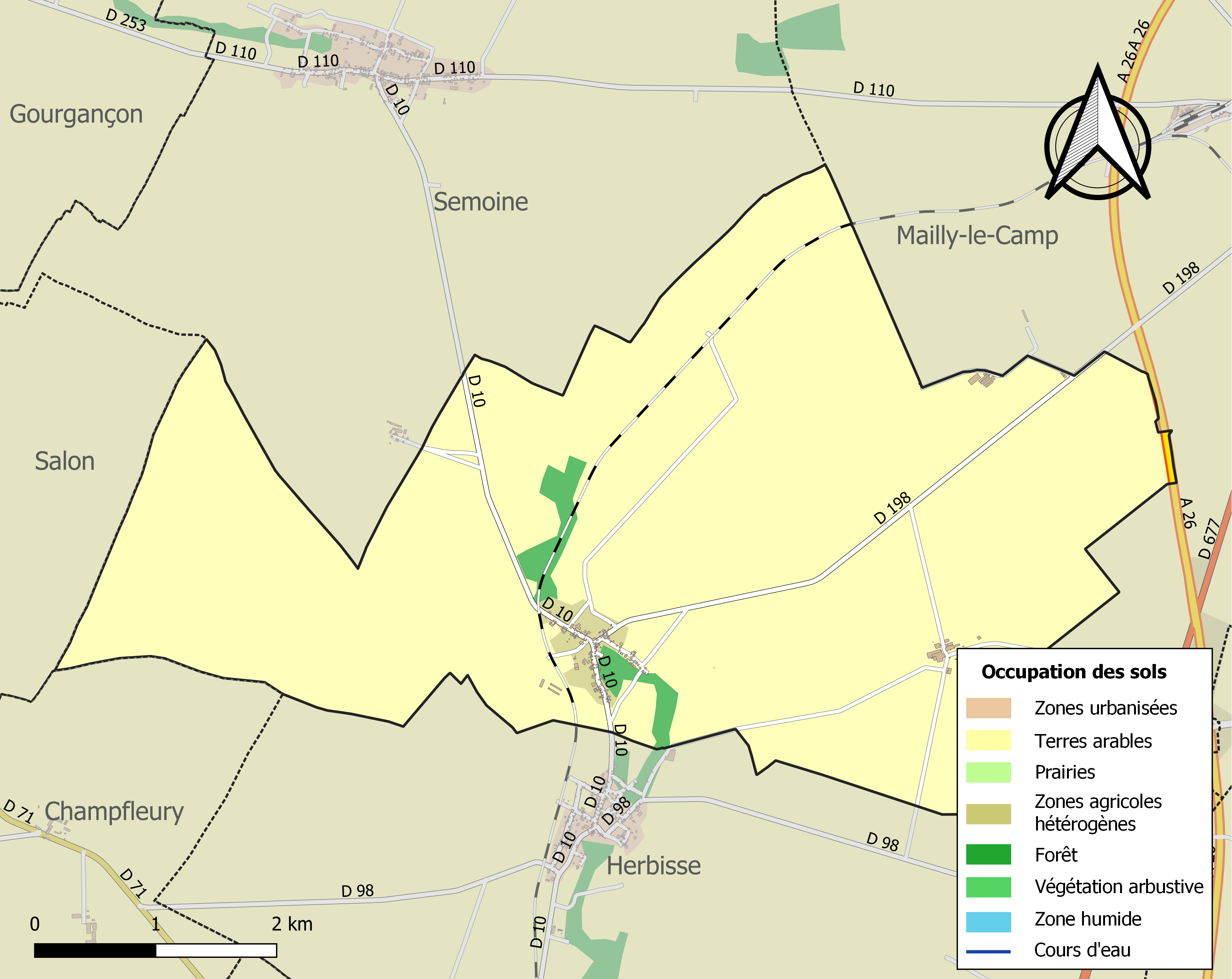
Carte des infrastructures et de l'occupation des sols de la commune en 2018 (CLC).

## Démographie

### Évolution démographique
L'évolution du nombre d'habitants est connue à travers les recensements de la population effectués dans la commune depuis 1793. Pour les communes de moins de 10 000 habitants, une enquête de recensement portant sur toute la population est réalisée tous les cinq ans, les populations de référence des années intermédiaires étant quant à elles estimées par interpolation ou extrapolation. Pour la commune, le premier recensement exhaustif entrant dans le cadre du nouveau dispositif a été réalisé en 2005.

En 2022, la commune comptait 82 habitants, en évolution de −5,75 % par rapport à 2016 (Aube : +0,7 %, France hors Mayotte : +2,11 %).
| 1793 | 1800 | 1806 | 1821 | 1831 | 1836 | 1841 | 1846 | 1851 |
| ---- | ---- | ---- | ---- | ---- | ---- | ---- | ---- | ---- |
| 323  | 353  | 337  | 299  | 298  | 340  | 328  | 328  | 328  |

| 1856 | 1861 | 1866 | 1872 | 1876 | 1881 | 1886 | 1891 | 1896 |
| ---- | ---- | ---- | ---- | ---- | ---- | ---- | ---- | ---- |
| 305  | 301  | 283  | 267  | 268  | 248  | 233  | 235  | 223  |

| 1901 | 1906 | 1911 | 1921 | 1926 | 1931 | 1936 | 1946 | 1954 |
| ---- | ---- | ---- | ---- | ---- | ---- | ---- | ---- | ---- |
| 210  | 200  | 186  | 159  | 159  | 146  | 129  | 119  | 109  |

| 1962 | 1968 | 1975 | 1982 | 1990 | 1999 | 2005 | 2006 | 2010 |
| ---- | ---- | ---- | ---- | ---- | ---- | ---- | ---- | ---- |
| 114  | 106  | 89   | 73   | 88   | 90   | 87   | 91   | 91   |

| 2015 | 2020 | 2022 | - | - | - | - | - | - |
| ---- | ---- | ---- | - | - | - | - | - | - |
| 87   | 84   | 82   | - | - | - | - | - | - |

### Pyramide des âges
En 2018, le taux de personnes d'un âge inférieur à 30 ans s'élève à 38,1 %, soit au-dessus de la moyenne départementale (35,2 %). À l'inverse, le taux de personnes d'âge supérieur à 60 ans est de 23,8 % la même année, alors qu'il est de 27,7 % au niveau départemental.
En 2018, la commune comptait 44 hommes pour 42 femmes, soit un taux de 51,16 % d'hommes, largement supérieur au taux départemental (48,59 %).
Les pyramides des âges de la commune et du département s'établissent comme suit.
| Hommes | Classe d’âge | Femmes |
| ------ | ------------ | ------ |
| 0,0    | 90 ou +      | 0,0    |
| 11,6   | 75-89 ans    | 2,4    |
| 11,6   | 60-74 ans    | 22,0   |
| 18,6   | 45-59 ans    | 24,4   |
| 18,6   | 30-44 ans    | 14,6   |
| 25,6   | 15-29 ans    | 24,4   |
| 14,0   | 0-14 ans     | 12,2   |

| Hommes | Classe d’âge | Femmes |
| ------ | ------------ | ------ |
| 0,8    | 90 ou +      | 2,1    |
| 7,4    | 75-89 ans    | 10,2   |
| 17,4   | 60-74 ans    | 18,4   |
| 19,4   | 45-59 ans    | 19     |
| 17,8   | 30-44 ans    | 17,3   |
| 18,3   | 15-29 ans    | 15,9   |
| 19     | 0-14 ans     | 17,1   |

## Toponymie
La commune de Villiers-Herbisse est cité comme Villares en 1370 et comme Villares propre Herbiciam en 1372. Le nom de Villiers viendrait de bas latin villare qui signifie domaine rural.

## Lieux et monuments
- L'église paroissiale de l'Assomption est un édifice religieux classé monument historique depuis le 15 avril 1958[23]. Elle se trouve sur la rive droite de l'Herbissonne, entourée par le cimetière du village. Son clocher roman, portail ouest et nef à berceau en bois sont datés du XIIe siècle. Ses chœur, bas-reliefs sculptés dans les piliers rectangulaires, vitraux et statues, dont une Vierge de Lorette, sont datés du XVIe siècle. Les vitraux, représentant notamment saint Maur et saint Étienne, le martyre de saint Sébastien et l'Annonciation, ont été restaurés dans la seconde moitié du XIXe siècle[24].
- Ancien café Richomme, construit en 1911 dans la rue de la Crayère sur la rive gauche, à proximité de l'église, de la mairie et d'une école primaire désaffectée.
- Ligne de 6 éoliennes à la limite avec Salon et Champfleury, dont la plus haute atteint 121 m.

## Personnalités liées à la commune
- Pierre Champagne, enfant du pays devenu évêque de Troyes en 1375.